# Kulczynky
Kulczynky (ukr. Кульчинки) – wieś na Ukrainie, w obwodzie chmielnickim, w rejonie chmielnickim, w hromadzie Krasyliw. W 2023 liczyła 526 mieszkańców, wśród których 526 wskazało jako ojczysty język ukraiński.